# Mylau
Mylau – dzielnica miasta Reichenbach im Vogtland w Niemczech, w kraju związkowym Saksonia, w powiecie Vogtland. Do 31 grudnia 2015 miasto. Do 29 lutego 2012 w okręgu administracyjnym Chemnitz.

## Bibliografia

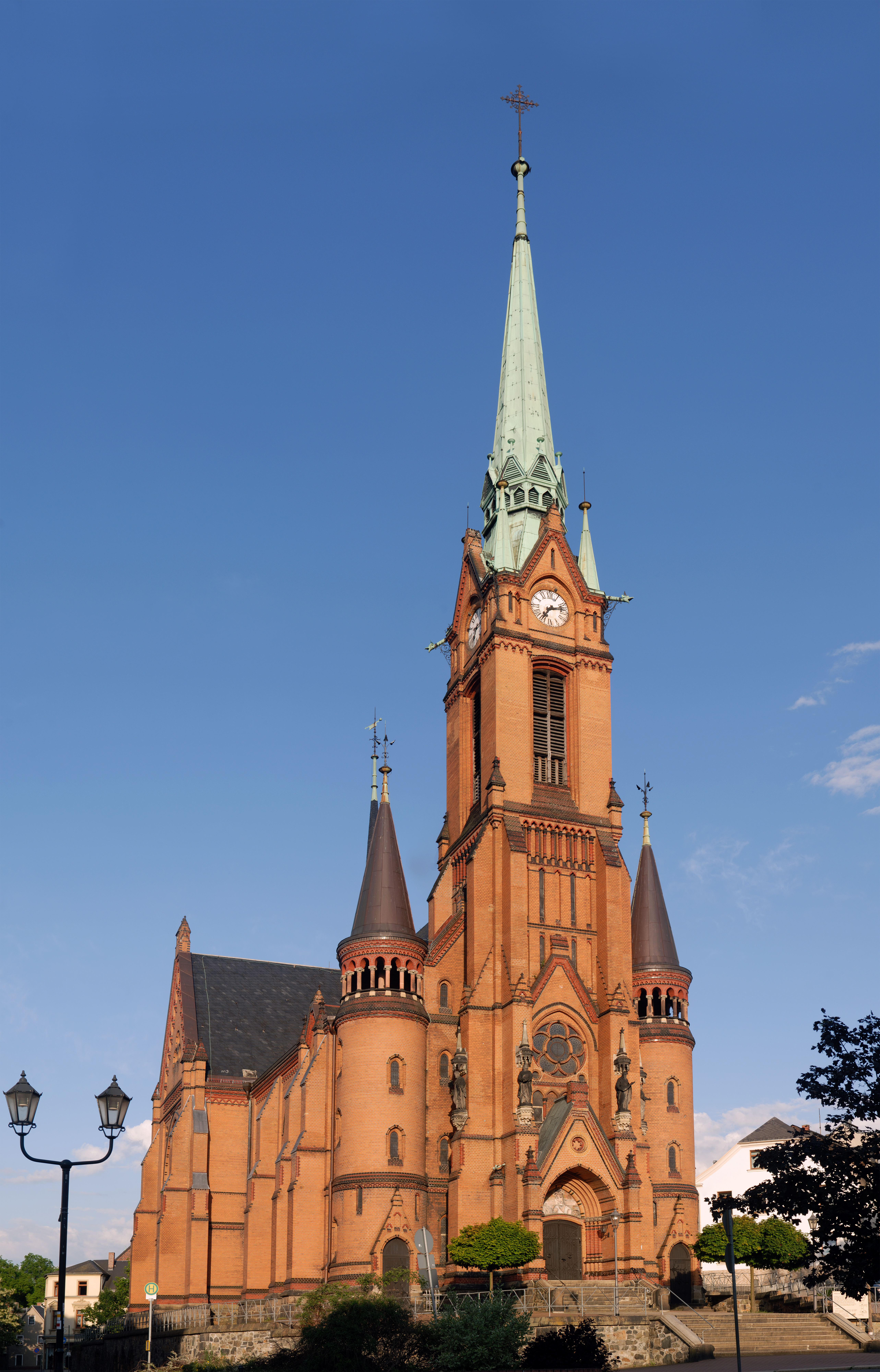
Kościół w Mylau

## Współpraca
Miejscowości partnerskie:
- Althen-des-Paluds, Francja
- Karlštejn, Czechy
- Montecarlo, Włochy
- Waldenbuch, Badenia-Wirtembergia